# Museo Sol del Niño
El Museo Sol del Niño es un recinto museográfico que tiene por objeto cultivar el interés de los niños, jóvenes y adultos en temáticas sobre Cultura, Ciencia, Tecnología y Medio Ambiente. Su finalidad es ser de gran atractivo e interés, principalmente para la comunidad mexicalense. 
Busca fomentar, mediante sus exhibiciones el trabajo intelectual, el carácter participativo, y la naturaleza inquisitiva en niños y jóvenes
Además, cuenta con la contribución del Sistema Educativo para complementar la educación formal.

## Ubicación
El museo se encuentra ubicado en Mexicali, la capital del Estado de Baja California. En la calle Alfonso Esquer Sández S/N Zona Industrial. C.P. 21010.

## Historia
Su apertura fue el 21 de septiembre de 1998, en la ciudad de Mexicali, Baja California. Encabezado por la Señora María Elena Blackaller de Elorduy. 
Durante su primer año de operación, se recibió la visita de más de 270 mil personas, de las cuales la mitad fueron niños. Desde el año 1998 hasta el 2016, aproximadamente, 4 millones de personas de todas las edades han visitado el Museo Sol del Niño.
Fue inaugurado por el presidente de la República, Ernesto Zedillo Ponce de León; el Gobernador de Baja California, Héctor Terán Terán y el Alcalde de Mexicali, Eugenio Elorduy Walter.
Se conforma por una Asociación civil sin fines de lucro, apoyada por el Patronato y el Gobierno del Estado de Baja California. Actualmente, cuenta con el apoyo de instituciones, empresas y personas comprometidas con la educación. Gracias a su colaboración, se ha mejorado la construcción, el equipamiento y ha crecido continuamente.

## Infraestructura
El museo fue construido en la estructura donde anteriormente era La Jabonera del Pacífico, un antiguo almacén de una planta industrial que procesaba la semilla de algodón, obteniendo diversos productos como aceites, manteca vegetal y jabones.
La extensión del terreno del museo es de más de 30 mil metros cuadrados, de los cuales 4,244 metros cuadrados son designados a la construcción en el área de exhibiciones y 7,723m² a las áreas exteriores y estacionamientos.
El edificio esta en proceso de ser reconocido por el instituto Nacional de Antropología e Historia (INAH) como un monumento histórico.

## Áreas del museo
El museo cuenta con las siguientes salas permanentes:

#### Ciencia Mágica

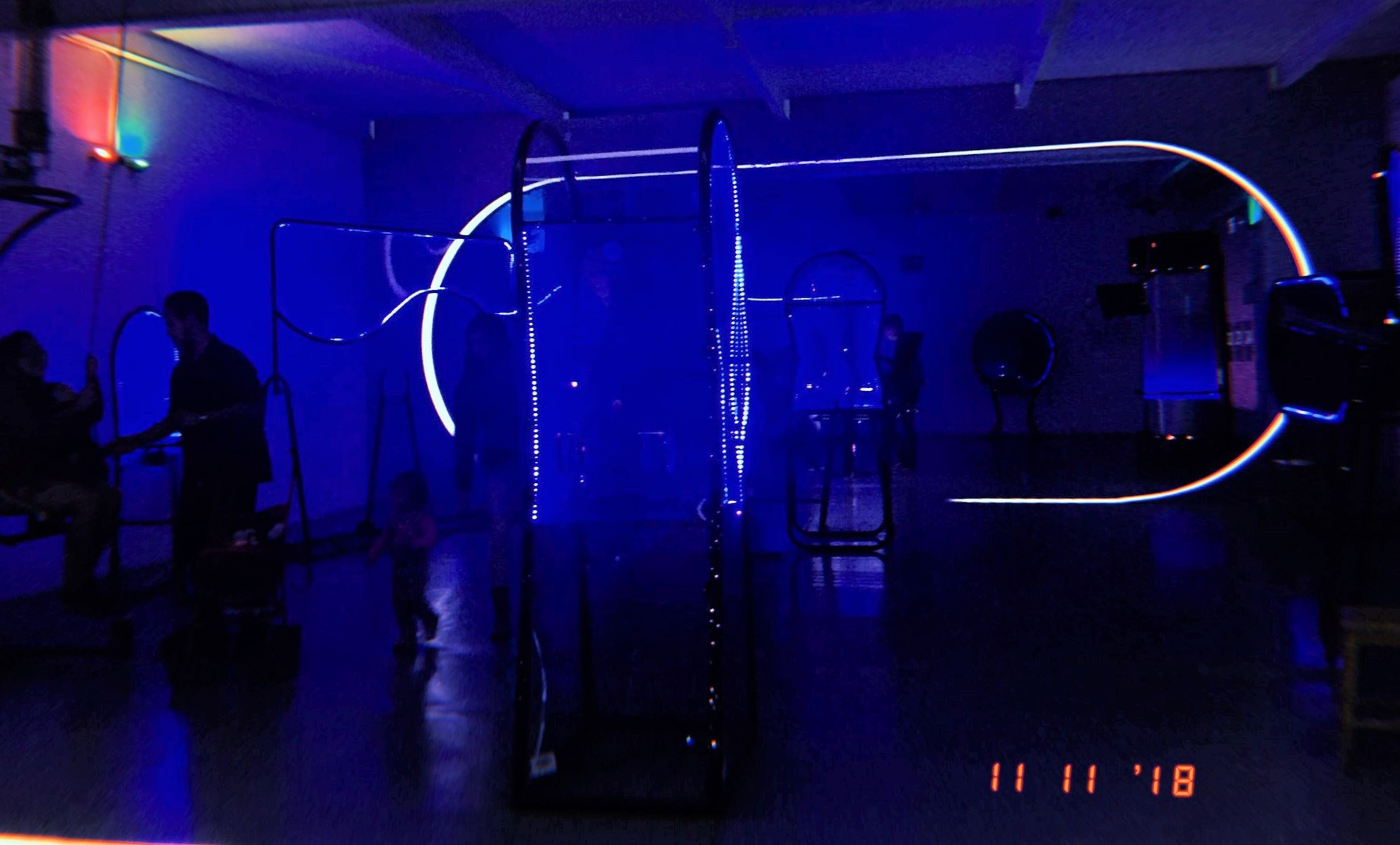
Ciencia Mágica Museo Sol del Niño

Es un área interactiva en la cual los visitantes pueden ampliar sus conocimientos matemáticos y físicos, mediante experimentos científicos sobre temas como: poleas, ilusiones ópticas, tensión eléctrica, gravedad, entre otros.

#### Plaza del Sol y el Agua
Es el área central del edificio principal, es apta para todas las edades. Para los niños de menor edad, se encuentra el Teatro Guiñol. Para los niños de mayor edad, existen atracciones y exhibiciones tales como, las burbujas, los espejos, cama de clavos y un espacio en el cual pueden armar figuras. Finalmente, para los jóvenes y adultos, existe la Zona Extrema, que cuenta con una pared de escalar y un giroscopio.
Casa de la energía
Es un área externa al edificio principal. En ella, se encuentra una sala con exhibiciones sobre la importancia del cuidado del medio ambiente, un taller de reciclaje y un invernadero. La realización de la sala fue posible gracias a donativos de empresas como: Fondo Mixto Conacyt-Cocyt BC, SunPower Corporation de México y La Productora Agrícola Industrial del Noroeste.

#### Ciencias de la Tierra
Es un área que permite a los visitantes conocer y experimentar sobre los fenómenos naturales de nuestro planeta, mediante simuladores del clima, realidad aumentada y exposiciones sobre las Ciencias Naturales.
- Fenómenos Naturales
- Globo dinámico
- Realidad aumentada
- Lotería biológica[11]

#### Zona de Arte
Es un espacio dentro de Ciencias de la Tierra donde los visitantes, especialmente niños, pueden tomar talleres para realizar manualidades con materiales reciclados, relacionadas con las fechas festivas o conmemoraciones.

#### Realidad Aumentada
Es un espacio de alta tecnología. Cuenta con proyectores y cámaras que permiten a los visitantes manipular e interactuar elementos virtuales. Es posible crear un avatar, generar ondas de agua y aprender del estado de Baja California.

#### Locomotora 2107
Esta locomotora se encuentra en el exterior del museo. Es parte de la historia de la ciudad de Mexicali. Durante su funcionamiento fue capaz de transportar personas y materiales desde el interior de la República Mexicana hasta la ciudad. Tenía la capacidad de llevar más de 12 vagones y arrastrar hasta 57,000 libras.

#### Ludoteca
Se encuentra externa al edificio principal del museo. Es un espacio apto para la recreación, especialmente de niños en la edad temprana. Se pueden encontrar libros aptos para todas las edades, sillones coloridos y juguetes.

#### Juegos exteriores
Se encuentran en el jardín del museo. Es un espacio dedicado a los niños. Cuenta con resbaladeros, pasa manos, columpios y un arenero.

#### Óptica: Luz y Color
Es un espacio que consiste de trece módulos de exhibiciones enfocadas en temáticas sobre el ojo humano y su funcionamiento, los colores y sus combinaciones, sensores, la luz y sus aplicaciones. Fue creada con ayuda de investigadores y estudiantes de posgrado del Departamento de Óptica del CICESE (Centro de Investigación Científica y de Educación Superior de Ensenada), personal de Sol del Niño y la compañía Proydeas: un grupo multidisciplinario de especialistas, dedicado a la integración de nuevas tecnologías en sistemas interactivos.
Es apta para todos los visitantes. Cuenta con un lenguaje accesible y colores llamativos.

#### Más allá del cielo
Se conforma de varias exhibiciones con temáticas del cielo, las estrellas, el sistema solar, las fases de la luna, los eclipses y la Tierra. También cuenta con una exposición fotográfica sobre los fenómenos naturales del cielo y universo. 
- Velocidad de la luz: En esta exhibición interactiva, se puede comparar tu tiempo de reacción contra la distancia recorrida por la luz en ese instante.
- Los eclipses: En esta exhibición se puede observar cómo el movimiento de la Tierra y la Luna dan lugar a los diferentes tipos de eclipses.
- Contaminación Lumínica: El objetivo de esta exhibición es dar a conocer la problemática generada por el uso innecesario de luces en las grandes ciudades.
- Tu peso en el espacio: El objetivo de esta exhibición es darte a conocer cuál sería el equivalente a tu peso en otros planetas, con referencia al de la Tierra.
- Vecindario Cósmico: En esta exhibición se puede observar el universo a escala, tomando como punto de referencia y comparación a la Tierra.
- Fases de la Luna: Esta exhibición tiene como objetivo mostrar las diferentes fases de la Luna durante su movimiento de traslación alrededor de la Tierra.[18]

#### DOMO DIGITAL
Se encuentra en el edificio principal del museo. Dentro del domo se proyectan cortos referentes a la astronomía. Es propiedad de COCYT BC. Tiene capacidad para 20 personas. Está disponible para el público .

#### Maker Space
Es un área enfocada en el desarrollo motriz de los niños. Tiene el propósito de fomentar el trabajo en equipo, la resolución de problemas y el cumplimiento de objetivos.
En ese espacio es posible crear proyectos y construir diversos objetos, es una zona de talleres dinámicos con los cuales podrán aprender diferentes temas, como robótica, sistemas y circuitos.
Está conformado por 5 zonas de interacción y aprendizaje:
- Ideas constructivas: en esta zona hay materiales para que los niños realicen estructuras y figuras con tarugos de madera, las cuales quedan en exhibición el día que se elaboran.
- Reto creativo: en esta zona se pueden construir figuras y robots con fragmentos de PVC. Las estructuras construidas son temporales y únicas.
- Taller de cohetes: en este taller se construyen cohetes de papel, para después lanzarlos variando ángulos y presión en él lanzamiento.
- Taller de brazo robótico y circuitos eléctricos: los participantes de este taller, tendrán la posibilidad de conectar los circuitos de un brazo robótico para después manipularlo.
- Moviendo electrones: en esta área se realizan actividades con LEDS, motores, baterías, interruptores y cables.[21][22]

Además, cuenta con las siguientes instalaciones:

#### Taller de reciclaje
Se encuentra en la zona de Ciencias de la Tierra. Tiene como objetivo formar conciencia sobre el cuidado del medio ambiente a partir de la experiencia propia en los talleres se elaboran diversas manualidades para fomentar la creatividad y además dar a conocer la utilidad de los materiales reciclados o reutilizados.

#### Eco arte
Se encuentra en el exterior, junto al invernadero. Son talleres con papel reciclado, en los cuales se puede realizar una libreta o un cohete a propulsión de agua.

#### Invernadero
El invernadero forma parte de la Casa de la energía. Se encuentra tecnificado y su objetivo es que los niños observen cómo la tecnología puede ser útil en la agricultura. Además, busca fortalecer la conciencia de la importancia del cuidado del agua.

#### Sala de IMAX 3D
Es una sala de cine que combina IMAX con 3D. Cuenta con una pantalla de 16 x 22 metros junto con sonido digital de 16 mil watts de potencia. Además de entretenimiento, ofrece una experiencia educativa por la temática de sus películas.

## Información extra
El museo, además de ser un espacio educativo, cuenta con diferentes programas y servicios para la comunidad.

#### Eventos
En Sol del Niño se pueden realizar eventos particulares, de ámbito social, empresarial o institucional. Cuenta con espacios con capacidad desde 30 hasta 2,500 personas.

#### Becas
El Museo Sol del Niño, cuenta con un programa que ofrece ayuda económica a jóvenes de bajos recursos, para que puedan realizar sus estudios de nivel superior. El apoyo que brinda, tiene una duración máxima de un año.

#### Donativos
Una característica del museo es que se mantiene principalmente de donativos y patrocinios, estos son una parte esencial del Museo Sol del Niño, pues le permite ampliar y continuar con los programas y servicios que ofrece, como lo son: las exhibiciones, los materiales educativos y el programa de becas.